# Eulemur mongoz
Lêmure-mangusto (Eulemur mongoz) é uma espécie  de lêmure pertencente à família Lemuridae.
Esta espécie possui um corpo com comprimento de 30 a 45 cm e uma cauda com 40 a 65 cm. Vive na ilha de Madagáscar e nas ilhas Comores. Alimentam-se especialmente de frutos, embora possam também consumir flores, folhas e néctar. Podem ter hábitos diurnos ou nocturnos, dependendo da época do ano.
Vivem em pequenos grupos familiares, consistindo num casal com 1 a 4 crias. Estes grupos raramente se encontram uns com os outros, mas quando tal acontece poderão ser agresivos. É uma espécie arbórea.